# Street Fighter II
Street Fighter II – gra komputerowa z gatunku bijatyk, wyprodukowana przez firmę Capcom w roku 1991, początkowo na automaty do gry. Jest to zarazem sequel gry Street Fighter stworzonej przez Capcom w 1987 roku, a jego głównymi różnicami w stosunku do pierwowzoru są: możliwość wyboru jednej z ośmiu postaci (każda z właściwym sobie stylem walki i umiejętnościami specjalnymi), a także wprowadzenie sześcioprzyciskowego systemu zadawania ciosów (trzy rodzaje uderzeń pięścią i trzy rodzaje kopnięć). Grę uznaje się za odpowiedzialną za boom na komputerowe i konsolowe bijatyki na początku lat 90. XX wieku. Jej sukces doprowadził do wydania sporej ilości usprawnionych wersji, a także konwersji na większość domowych platform. Niektóre, domowe wersje Street Fighter II sprzedały się w milionach egzemplarzy (na rok 2008 konwersja tej gry na konsolę Super Nintendo Entertainment System osiągnęła najwyższy poziom sprzedaży w historii tytułów na tę platformę).

## Rozgrywka
Street Fighter II oferuje rozgrywkę wedle reguł zbliżonych do swojej poprzedniczki z 1987 roku. Zawodnik prowadzony przez gracza zmierza się z kolejnymi przeciwnikami w pojedynkach jeden-na-jeden, trwających od dwóch do trzech rund (do wygrania pojedynku wymagane jest zwycięstwo w dwóch rundach, jeżeli po drugiej obaj zawodnicy mają na koncie po jednej rundzie, walka toczy się dalej – w trzeciej rundzie). Siły witalne postaci opisują paski zdrowia widoczne u góry ekranu – celem gracza jest doprowadzenie paska zdrowia przeciwnika do zera. Każda runda ma nałożony limit czasowy – gdy zostanie on przekroczony, wygrywa ten z graczy, który ma wyższy wskaźnik energii na pasku zdrowia w chwili upłynięcia czasu (gdy poziom zdrowia dwójki walczących jest taki sam, ogłaszany jest remis, a walka toczy się dalej, aż do wyłonienia zwycięzcy).
W pierwszej wersji Street Fighter II, o podtytule The World Warrior, walka mogła trwać maksymalnie dziesięć rund, jeśli ciągle dochodziło do remisu (w późniejszej wersji, The Champion Edition zredukowano maksymalny czas trwania walki do czterech rund). Jeśli zwycięzca nie zostanie wyłoniony, komputerowy przeciwnik wygrywa (w trybie walki dwuosobowej przegrywają obaj gracze).
Po każdych trzech wygranych walkach gracz bierze udział w minigrze (umożliwiającej zwiększenie końcowego wyniku). Street Fighter II oferuje kolejno trzy minigry: niszczenie samochodu (zbliżone do jednej z minigier w innej grze Capcom – Final Fight, niszczenie beczek zrzucanych na gracza za pomocą precyzyjnych uderzeń oraz destrukcja metalowych beczek z materiałami łatwopalnymi. Rzeczone minigry zostały usunięte w grze Super Street Fighter II Turbo (pojawiły się jedynie w konwersji tej gry na Nintendo Game Boy Advance, by na stałe powrócić do serii dopiero w trzeciej jej części).
Gracz kieruje wybraną postacią używając ośmiokierunkowego joysticka i sześciu przycisków odpowiedzialnych za ataki. Joystick wykorzystywany jest do skakania, kucania, zbliżania się do / oddalania od przeciwnika, a także do blokowania jego ciosów. Klawisze ataku to trzy rodzaje uderzeń pięścią (lekkie i szybkie, średnie oraz mocne i wolne) i analogiczne do wymienionych trzy typy kopnięć. Każdy gracz ma do dyspozycji szereg ciosów podstawowych, możliwych do wykonania z dowolnej pozycji, łącznie z rzutami (niedostępnymi w pierwszej części gry, tj. Street Fighter). Każda postać ma też właściwe tylko dla siebie ciosy specjalne, wykonywane najczęściej przez szybki ruch joystickiem w wymaganym kierunku bądź kierunkach, połączony z naciśnięciem odpowiedniego klawisza ataku.